# 佐久間有寿
佐久間 有寿（さくま ゆうじゅ、1926年5月27日 - 2000年8月12日）は、日本の精神科医師、実業家、馬主。

## 経歴
福島県郡山市田村町出身。佐久間自身は農学部へ入り牧場経営などをしたかったというが、父の果たせなかった医学の道を志すこととなり新潟医科大学附属専門部へ進学。1950年に研究室に入り同年医師国家試験に合格。1952年より助手として高田西城病院勤務、1956年に学位が授与され、1953年より星第一病院付属神経科病院長となる。その後1963年に安積保養園（1999年よりあさかホスピタル）を設立、1964年より医療法人となり、同年より同園理事長を死去するまで務めた。これ以降も多数の病院や施設を設立し、2000年8月12日午後10時54分、脳梗塞のため死去。74歳没。

## 馬主活動

佐久間の勝負服

日本中央競馬会（JRA）および地方競馬全国協会（NAR）に登録していた馬主として知られた。勝負服の柄は海老、白十字襷、白袖。冠名には「アサカ」を用いた。子供のころから家に馬が数頭いたことで馬好きとなり、1963年に船橋競馬で馬主となる。福島馬主協会会長も務めた。
馬喰として知られる佐藤伝二と親交があり、馬の購入にあたってはいつも相談に行っていた。1972年には白沢村に牧場を購入し「福島オーナーズ牧場」を設立、競走馬の飼育と育成を手掛けた（1991年閉鎖）。

## 主な所有馬

### 重賞競走優勝馬
- ハツシバオー（1978年京浜盃、羽田盃、東京ダービー、東京記念、東京王冠賞、東京大賞典）
- アサカプリンス（1979年報知グランプリカップ）
- アサカシルバー（1984年オールカマー）
- アサカサイレント（1985年オールカマー）
- アサカコトブキ（1987年船橋記念）
- アサカリジェント（1992年弥生賞、皐月賞3着）

### その他の所有馬
- アサカツービート（1987年天皇賞・秋3着）